# Monumento A la Lucha Contra el Terrorismo Mundial

El Tear Drop Memorial

El monumento A la Lucha Contra el Terrorismo Mundial (en inglés To the Struggle Against World Terrorism) (también conocido como Tear of Grief  y Tear Drop Memorial) es una escultura de unos 10 pisos de altura, obra de Zurab Tsereteli, que el gobierno ruso entregó a Estados Unidos en forma de regalo oficial, como un monumento conmemorativo a las víctimas de los atentados del 11 de septiembre de 2001 y el atentado terrorista al World Trade Center de 1993. Está situada en Bayonne, Nueva Jersey, y fue inaugurada el 11 de septiembre de 2006, en una ceremonia a la que asistió el antiguo presidente de los Estados Unidos Bill Clinton.
La escultura tiene la forma de una torre de 30 metros, hecha de acero y bañada en bronce, en medio de la cual se abre un agujero, de aspecto irregular. Dentro de este espacio cuelga una gran lágrima de acero inoxidable, de unos 12 metros de longitud, en memoria de aquellos que perdieron sus vidas en los ataques terroristas. En las once caras de la base del monumento se encuentran placas de granito en las que están grabados los nombres de las víctimas.